# Аммос Фёдорович Ляпкин-Тяпкин
Аммо́с Фёдорович Ля́пкин-Тя́пкин — персонаж комедии «Ревизор» Н. В. Гоголя. Является судьёй города N, который вот уже пятнадцать лет несёт свою службу.

## Образ
В разделе пьесы «Характеры и костюмы» автор описывает образ недалёкого человека, который прочитал 5-6 книг за свою жизнь, всегда держит «значительную мину» на лице, «говорит басом с продолговатой растяжкой, хрипом и сапом — как старинные часы, которые прежде шипят, а потом уже бьют».
Фамилия данного персонажа является говорящей (происходит от выражения «тяп-ляп») и показывает, как он выполняет свои обязанности. В свою работу он попросту не вникает, утверждая, что «сам Соломон не разрешит, что в ней правда и что неправда».И всегда не прочь воспользоваться своим положением: не спешит разрешить земельную тяжбу между помещиками, на землях которых теперь может поохотиться на зайцев, что очень любит.
```
"Чептович с Варховинским затеяли тяжбу, и теперь мне роскошь: травлю зайцев на землях и у того и у другого"
[
1
]
```

Взятки берёт щенками борзых собак, при этом не считая это взятками, и открыто об этом сообщает:
```
"Я говорю всем открыто, что беру взятки, но чем взятки? Борзыми щенками. Это совсем иное дело"
[
8
]
```

Отсюда возникло устойчивое выражение «борзыми щенками брать», означающее взятку натурой.
В III явлении IV действия, разговаривая с Хлестаковым при личной встрече, Ляпкин-Тяпкин рассказывает, что с 1816 года был избран судьёй на трёхлетие по воле дворянства, а за три трёхлетия представлен к ордену Святого Владимира IV степени.
Показательно и то, что его родственник Артемий Филиппович Земляника, который сам в пьесе представлен весьма дурно, характеризует Аммоса Фёдоровича как человека поведения «самого предосудительного», докладывая Хлестакову о его связи с женой помещика Добчинского.

## Фильмография персонажа
- В фильме 1952 года роль данного персонажа играет Сергей Блинников
- В спектакле 1972 года роль исполняет Юрий Авшаров
- В фильме «Инкогнито из Петербурга» 1977 года роль исполняет Анатолий Кузнецов
- В фильме 1996 года роль исполняет Олег Янковский